# Ampharete sibirica
Ampharete sibirica är en ringmaskart som beskrevs av Axel Wirén 1883. Ampharete sibirica ingår i släktet Ampharete och familjen Ampharetidae. Arten har ej påträffats i Sverige. Inga underarter finns listade i Catalogue of Life.